# Топовњача
Топовњача (енгл. gunboat) је мањи ратни брод, наоружан сразмерно јаком артиљеријом, а у новије време и ракетама брод-брод (ракетна топовњача). Намењена је за дејства у обалском морском подручју, у рекама и језерима, као и за бомбардовање циљева на копну. Традиционално, топовњаче су бродови малог депласмана (50—1.500 т) и брзине (7—15 чв), који носе 1-2 топа великог или средњег домета (100—305 мм), али се од Другог светског рата наоружавају лаким брзометним топовима (20—57 мм) и ракетама, а конвертибилне топовњаче по потреби и торпедима.

## Еволуција

### Балтичко море
Топовњаче се јављају у другој половини 18. века у балтичким земљама као ратни брод на весла (често с латинским једром), наоружан једним (на прамцу) или 2 топа (на прамцу и крми), предвиђен за дејства у обалском подручју и за одбрану луке.

### Речне топовњаче
У другој половини 19. века, у англо-кинеским ратовима појављује се топовњача за дејства на кинеским рекама - депласмана око 200 т, комбиновани погон на једра и парна машина, брзине 6-8 чворова, наоружана са 2 топа 9–24 cm.
На искуствима из тих ратова развијају се у периоду 1860-1890. за дејства на рекама два типа парне топовњаче: мања, депласмана до 300 т (британски тип Стрела из 1871) и већа, депласмана 300-600 т (француска Крокодил из 1874).
У 20. веку, за дејства на рекама граде се, зависно од намене и подручја дејства, речне топовњаче различитих величина, конструкција и наоружања - британска Афис (1915), руска Сибирски (рус. Сибиряк, 1907), кинеска Чу-Таи (1906).

### Оклопне топовњаче
За дејства у обалском подручју развиле су се оклопне топовњаче, повећаног калибра артиљерије и заштићене оклопом (мање депласмана 1.100 т и веће око 1.600 т). Њихова главна артиљерија, калибра 270-305 мм, била је смештена у једноцевној оклопној кули или барбети на прамцу, помоћна, калибра 87-100 мм, на крми, а 2-3 малокалибарска брзометна топа 37 мм на платформама главног јарбола. Неке су имале и 1-3 торпедне цеви - руска Претња (рус. Грозящий, 1890), норвешка Фритхјоф (1895). Оклопни појас, дебљине до 280 мм, протезао се по целој дужини брода, а оклопна палуба, дебљине 70-40 мм, у висини горњег руба оклопног појаса - немачка топовњача Хумел (1881).
Због све веће тенденције јачања артиљеријског наоружања и проширивања оклопне заштите, крајем 19. века веће оклопне топовњаче прерастају у обалску оклопњачу.

### Колонијалне топовњаче
У 20. веку колонијалне државе развиле су посебан тип топовњаче, депласмана 700-2.000 т, за службу у колонијама. Пошто су биле предвиђене и за дејства на отвореном мору, имале су велики радијус дејства (5.000-10.000 М), а брзину 12-15 чворова. Ту спадају британски Спероу (1889), француски Ревносни (фр. Zélée,1899), амерички Тулса (1922), холандски Флорес (1925) и португалски Бартоломео Дијаз (1934).

### Други светски рат
За борбу против немачких подморница и торпедних чамаца у Ламаншу и британским обалским водама, Bританци су у Другом светском рату развили брод назван моторна топовњача (енгл. motor gunboat - MGB), поред старијих, парних топовњача (енгл. steam gunboat - SGB). Сличне топовњаче за исту намену граде и САД (тип ПГМ). Крајем рата, Немци развијају моторну топовњачу С 208, која се, по потреби, постављањем торпедних цеви пренаоружава у торпедни чамац и обрнуто - тзв. конвертибилна моторна топовњача.

## Карактеристике
- Модел британске топовњаче Стрела (1871).
- Британска топовњача Спероу (1889).
- Руска оклопна топовњача Претња (1890).
- Француска речна топовњача Ревносни (1899).
- Америчка топовњача Тулса (1922).
- Британска топовњача Фермил-Ц (1942).
- Америчка ракетна топовњача Ешвил (1966).

| Име             | Држава                    | Год.  | Депл. (т) | Брз. (чв.) | Погон (КС) | Димензије (м) | Димензије (м) | Димензије (м) | Наоружање (мм)              | Посада | Тип                    |
| Име             | Држава                    | Год.  | Депл. (т) | Брз. (чв.) | Погон (КС) | Дужина        | Ширина        | Газ           | Наоружање (мм)              | Посада | Тип                    |
| --------------- | ------------------------- | ----- | --------- | ---------- | ---------- | ------------- | ------------- | ------------- | --------------------------- | ------ | ---------------------- |
| Arrow           | Уједињено Краљевство      | 1871. | 254       | 8          | 260        | 26            | 8             | 1.8           | 1x250                       |        |                        |
| Crocodile       | Француска                 | 1874. | 450       | 9          | 440        | 41            | 7.3           | 2.5           | 1x190, 2x100                |        |                        |
| Hummel          | Немачко царство           | 1881. | 1.100     | 7          | 700        | 44            | 11            | 3.3           | 1x305, 2x87                 | 88     | оклопна                |
| Sparrow         | Уједињено Краљевство      | 1889. | 805       | 14         | 1.200      | 50            | 9.4           | 3.7           | 6x100, 2x47                 | 41     |                        |
|                 | Руска Империја            | 1890. | 1.627     | 12         | 2.056      | 72            | 13            | 3.7           | 2x230, 1x150, 2 торп. цеви  | 146    | оклопна                |
| Frithjof        | Норвешка                  | 1895. | 1.435     | 15         | 2.780      | 68            | 10            | 4.2           | 2x120, 4x76, 3 торп. цеви   | 164    | оклопна                |
| Zélée           | Француска                 | 1899. | 647       | 13         | 953        | 56            | 8             | 3.3           | 2x100, 4x65                 | 98     | речна                  |
| Tschu-Tai       | Династија Ћинг            | 1906. | 750       | 13         | 1.350      | 61            | 9             | 2.5           | 2x120, 2x76                 | 101    | речна                  |
|                 | Руска Империја            | 1907. | 190       | 11         | 500        | 50            | 8.2           | 0.6           | 2x75                        |        | речна                  |
| Aphis           | Уједињено Краљевство      | 1915. | 625       | 14         | 2.000      | 71            | 11            | 1.5           | 2x150, 1x76                 | 60     |                        |
| Tulsa           | Сједињене Америчке Државе | 1922. | 1.270     | 12         | 850        | 69            | 12            | 3             | 3x102, 2x47                 | 162    |                        |
| Flores          | Холандија                 | 1925. | 1.457     | 15         | 2.000      | 76            | 11.5          | 3.6           | 3x152, 1x75                 | 124    |                        |
| Bartolomeu Dias | Португалија               | 1934. | 1.816     | 21         | 8.000      | 98            | 13.5          | 3.6           | 4x120, 2x76                 | 189    |                        |
| Fairmile-B      | Уједињено Краљевство      | 1942. | 50        | 25         | 3.300      | 24            | 5.5           | 1.5           | 1x57, 1x20                  | 16     | моторна                |
| Fairmile-D      | Уједињено Краљевство      | 1944. | 102       | 30         | 5.000      | 37            | 7.8           | 1.5           | 2x57, 2x20                  | 30     | моторна                |
| S-208           | Нацистичка Њемачка        | 1944. | 100       | 38         | 9.000      | 36            | 5.2           | 1.7           | 1x40, 3x20                  | 20     | моторна, конвертибилна |
| Asheville       | Сједињене Америчке Државе | 1965. | 240       | 40         | 14.750     | 54.8          | 7.9           | 3.1           | 1x76, 1x40, ракете АРМ и РМ | 36     | ракетна, конвертибилна |
| P-420           | Италија                   | 1973. | 62.5      | 50         | 4.500      | 24.5          | 12            | 4.37          | 1x76, 2 ракете Б-Б          | 10     | ракетна                |